# Voivodato della Masovia
Il voivodato della Masovia (Województwo Mazowieckie in polacco) è uno dei 16 voivodati della Polonia. Il voivodato si trova al centro-est del territorio polacco ed è stato creato con la riforma amministrativa del 1999 dalla fusione dei precedenti voivodati di Varsavia, Ciechanów, Radom, Ostrołęka, Siedlce, Płock e parte di Skierniewice, ed è la regione più importante della Polonia. Il capoluogo è Varsavia (Warszawa), che è anche la capitale del Paese.
Ci sono molte proposte su come modificare questa unità amministrativa: una di queste è di far diventare Radom il capoluogo del voivodato, un'altra è d'inglobare tutta la regione di Radom al voivodato della Santacroce, un'altra ancora è di rendere Varsavia un voivodato stesso (simile a Berlino, in Germania). Queste idee sono motivate solo da scopi economici, sicché saranno presumibilmente realizzate solo quando saranno accumulati i fondi necessari.

## Geografia antropica

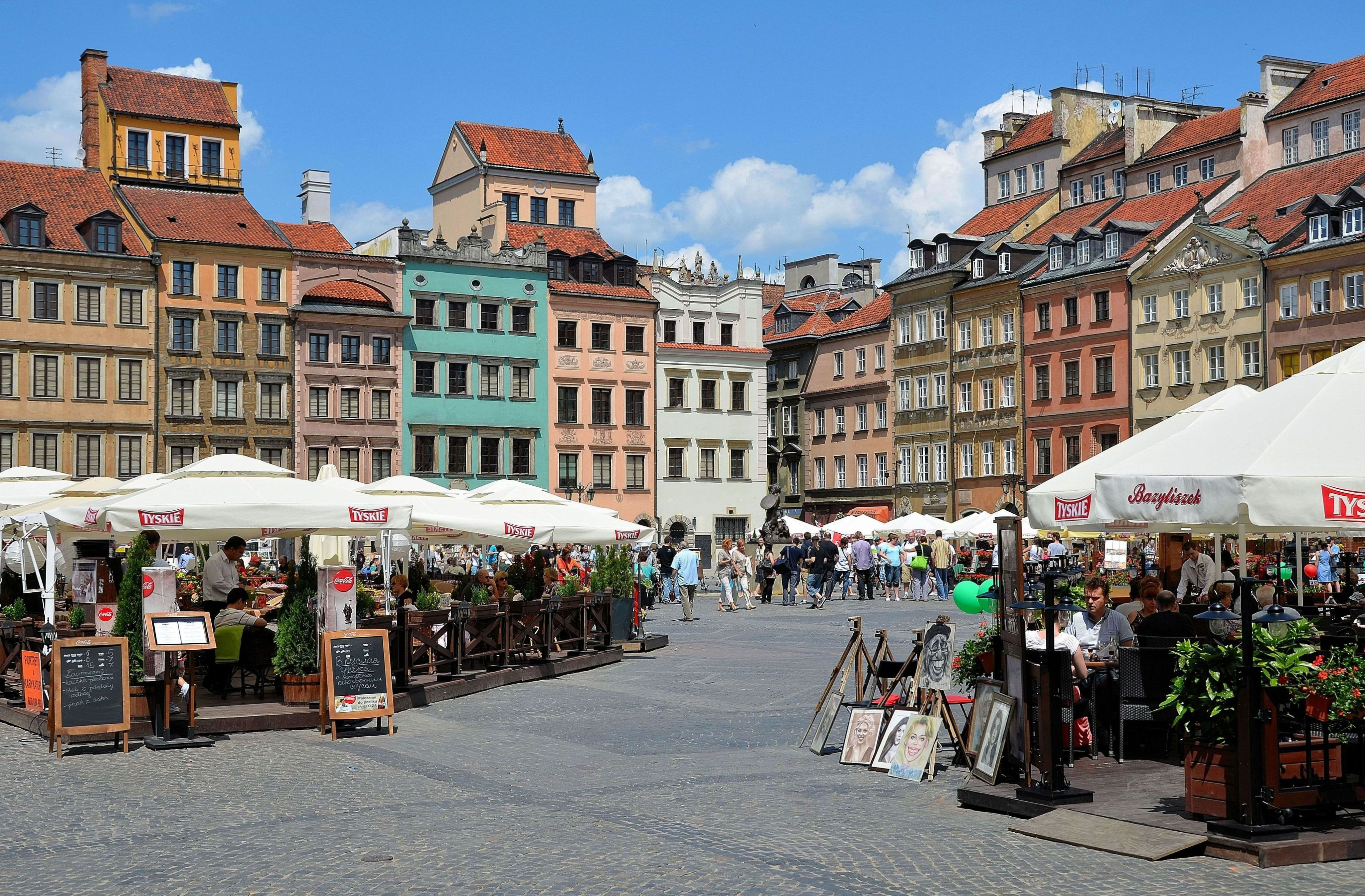
Piazza del mercato nel centro storico di Varsavia

Il voivodato della Masovia è diviso in diversi distretti:
| Distretto                         | Simbolo | Capoluogo             |
| --------------------------------- | ------- | --------------------- |
| Varsavia                          |         | distretto urbano      |
| Ostrołęka                         |         | distretto urbano      |
| Płock                             |         | distretto urbano      |
| Radom                             |         | distretto urbano      |
| Siedlce                           |         | distretto urbano      |
| Distretto di Białobrzegi          |         | Białobrzegi (Masovia) |
| Distretto di Ciechanów            |         | Ciechanów             |
| Distretto di Garwolin             |         | Garwolin              |
| Distretto di Gostynin             |         | Gostynin              |
| Distretto di Grodzisk Mazowiecki  |         | Grodzisk Mazowiecki   |
| Distretto di Grójec               |         | Grójec                |
| Distretto di Kozienice            |         | Kozienice             |
| Distretto di Legionowo            |         | Legionowo             |
| Distretto di Lipsko               |         | Lipsko                |
| Distretto di Łosice               |         | Łosice                |
| Distretto di Maków                |         | Maków Mazowiecki      |
| Distretto di Mińsk                |         | Mińsk Mazowiecki      |
| Distretto di Mława                |         | Mława                 |
| Distretto di Nowy Dwór Mazowiecki |         | Nowy Dwór Mazowiecki  |
| Distretto di Ostrołęka            |         | Ostrołęka             |
| Distretto di Ostrów Mazowiecka    |         | Ostrów Mazowiecka     |
| Distretto di Otwock               |         | Otwock                |
| Distretto di Piaseczno            |         | Piaseczno             |
| Distretto di Płock                |         | Płock                 |
| Distretto di Płońsk               |         | Płońsk                |
| Distretto di Pruszków             |         | Pruszków              |
| Distretto di Przasnysz            |         | Przasnysz             |
| Distretto di Przysucha            |         | Przysucha             |
| Distretto di Pułtusk              |         | Pułtusk               |
| Distretto di Radom                |         | Radom                 |
| Distretto di Siedlce              |         | Siedlce               |
| Distretto di Sierpc               |         | Sierpc                |
| Distretto di Sochaczew            |         | Sochaczew             |
| Distretto di Sokołów              |         | Sokołów Podlaski      |
| Distretto di Szydłowiec           |         | Szydłowiec            |
| Distretto di Varsavia Ovest       |         | Ożarów Mazowiecki     |
| Distretto di Węgrów               |         | Węgrów                |
| Distretto di Wołomin              |         | Wołomin               |
| Distretto di Wyszków              |         | Wyszków               |
| Distretto di Zwoleń               |         | Zwoleń                |
| Distretto di Żuromin              |         | Żuromin               |
| Distretto di Żyrardów             |         | Żyrardów              |

Le città di Varsavia (Warszawa), Ostrołęka, Siedlce, Płock e Radom sono fuori dall'amministrazione dei distretti e formano dei distretti urbani. Ogni distretto è a sua volta diviso in comuni con le loro frazioni. Per esempio nel distretto di Maków ci sono i comuni di Maków Mazowiecky, Różan, Rzewnie, Czerwona Włościańska, Płoniawy Bramura, Karniewo, Stary Szelków, Młynarze, Sypniewo, e Krasnosielc.

## Economia
Il voivodato della Masovia è il più ricco della Polonia. Produce il 22% del PIL nazionale e il PIL pro capite costituisce il 160% della media nazionale.

## Infrastrutture e trasporti

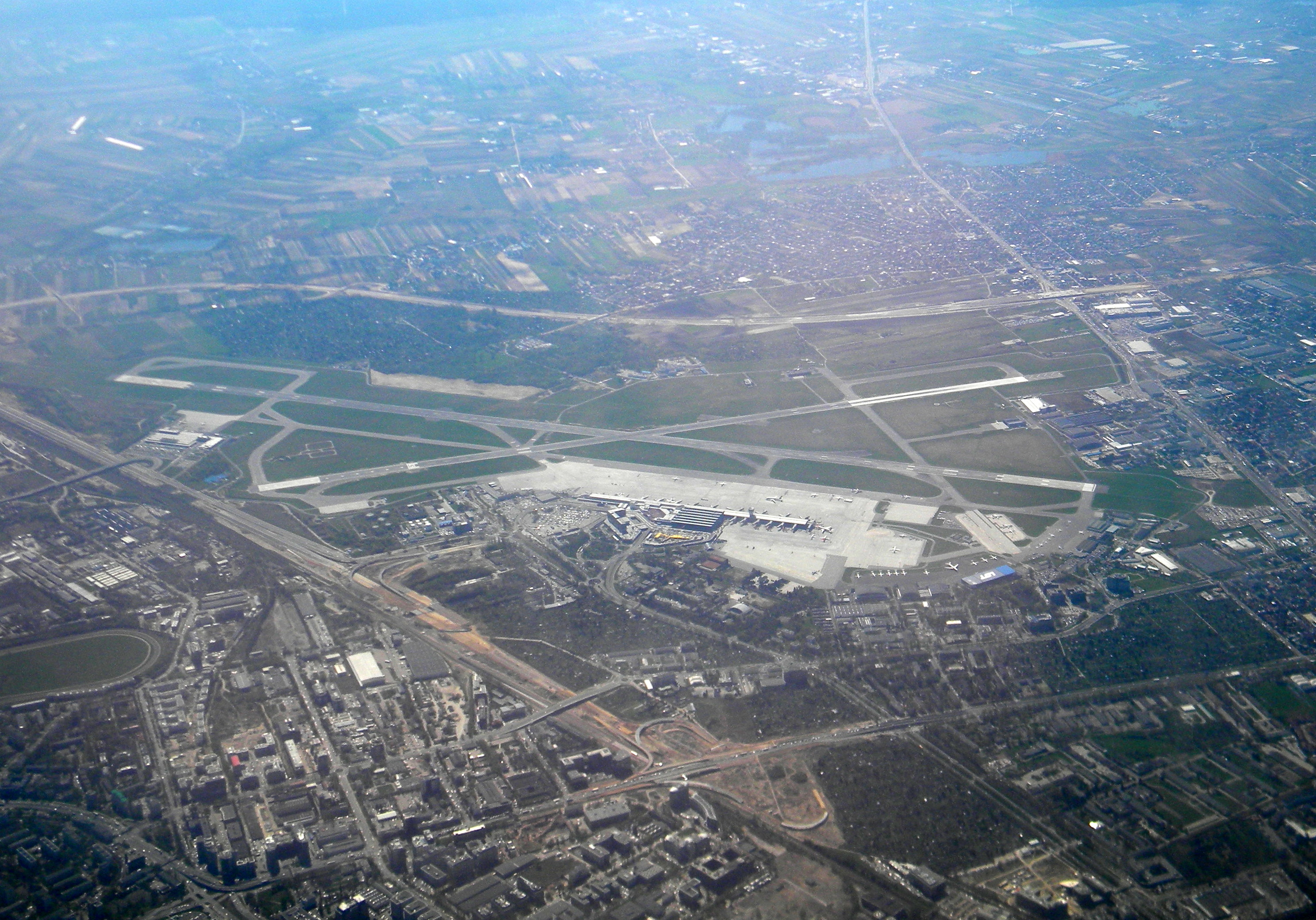
L'aeroporto Varsavia-Chopin

Tre strade principali attraversano il voivodato: la Cork-Berlino-Poznań-Varsavia-Minsk-Mosca-Omsk (Strada europea E30), la Praga-Breslavia-Varsavia-Białystok-Helsinki (Strada europea E67) e la Pskov-Danzica-Varsavia-Cracovia-Budapest (Strada europea E77).
Attualmente il voivodato fruisce solo di brevi tratti autostradali. Tuttavia l'autostrada A2, al suo completamento, sarà la prima a collegare la regione e quindi la capitale con altri due Paesi europei: la Bielorussia e la Germania.
La rete ferroviaria dipende da due operatori: Koleje Mazowieckie e PKP Intercity.
L'aeroporto internazionale principale è quello di Varsavia-Chopin.

## Aree protette

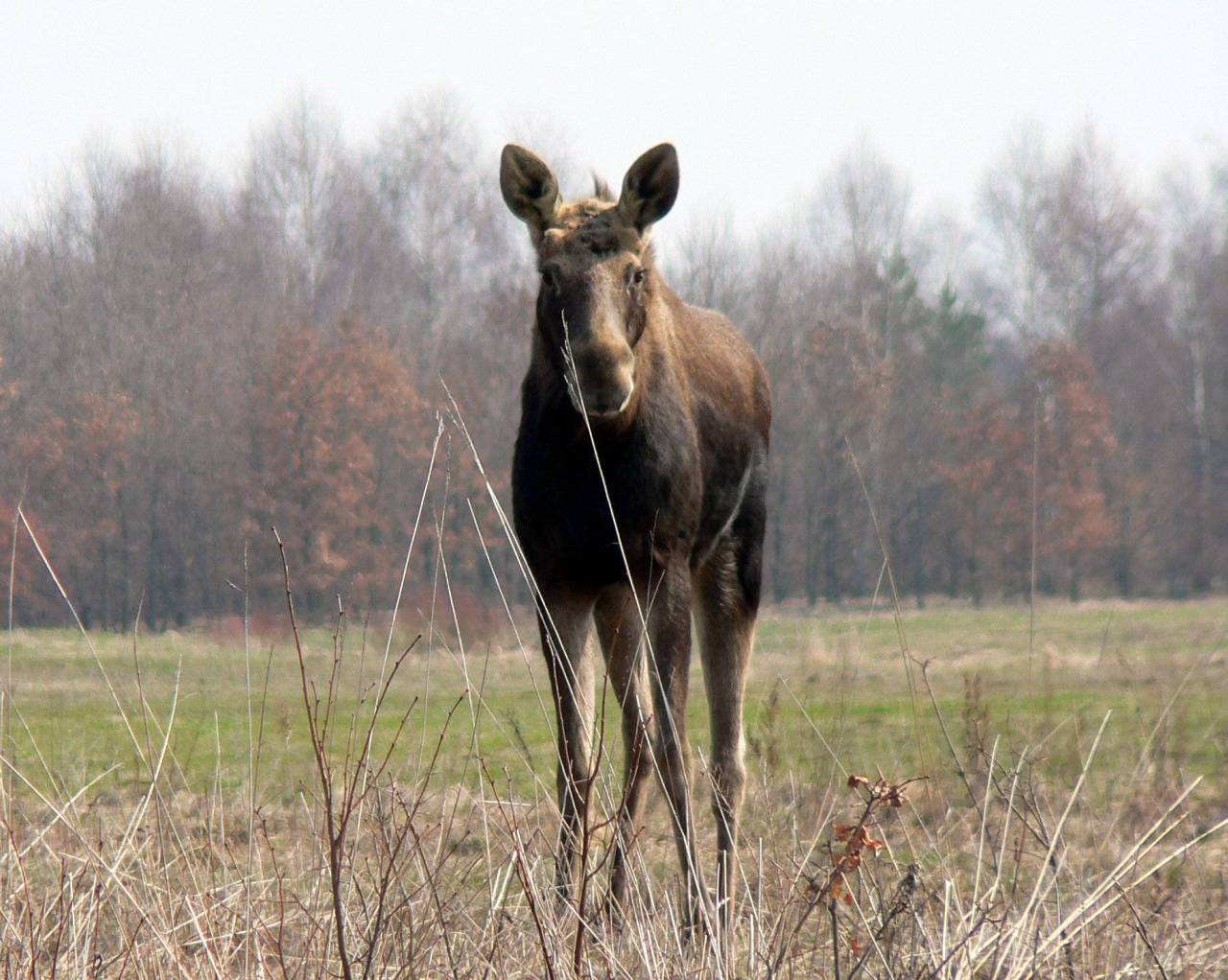
Un alce nel Parco nazionale di Kampinos

- Parco nazionale di Kampinos (progettato dall'UNESCO)
- Parco paesaggistico di Bolimów (in parte nel voivodato di Łódź)
- Parco paesaggistico di Brudzeń
- Parco paesaggistico del Bug
- Parco paesaggistico di Chojnów
- Parco paesaggistico di Górzno-Lidzbark (in parte nei voivodati della Cuiavia-Pomerania e Varmia-Masuria)
- Parco paesaggistico di Gostynin-Włocławek (in parte nel voivodato della Cuiavia-Pomerania)
- Parco paesaggistico di Kozienice
- Parco paesaggistico della Masovia
- Parco paesaggistico della Gola del Podlaskie Bug (in parte nel voivodato di Lublino)